# Eco-Indikator 99
Der Eco-Indicator 99 ist eine Methodik, die der schadensorientierten Wirkungsabschätzung von Umwelteinflüssen über den gesamten Lebenszyklus eines Produktes dient. Der Eco-Indicator 99 drückt die Umweltrelevanz eines Produktes oder Systems in einer Punktzahl in Form einer aggregierten Kennzahl aus. Je kleiner die Kennzahl ist, desto umweltfreundlicher ist das Produkt bzw. die Produktkomponente. Der Eco-Indikator 99 erfüllt die Anforderungen des ISO-14042-Standards.
Der Indikator wurde im Auftrag des niederländischen Ministeriums für Wohnungsbau, Raumordnung und Umwelt (VROM) unter dem Gesichtspunkt der Integrierten Produktpolitik (IPP) von PRé Consultants entwickelt.

## Konzept
Der Indikator bewertet die Umweltauswirkungen der Stoff- und Energieflüsse eines Produktes oder eines Systems über den gesamten Lebenszyklus (Cradle-to-Grave) in den Schadenskategorien Humangesundheit, Ökosystemqualität und Ressourcenvorrat. Der Eco-Indicator 99 verfolgt einen schadensorientierten Top-down-Ansatz bei der Beurteilung der Auswirkungen auf die Umwelt.

## Schadenskategorien
Der Eco-Indikator 99 berücksichtigt nur Umweltauswirkungen, die Europa betreffen. Es wird in folgende Schadenkategorien untergliedert.

### Schadenskategorie Humangesundheit
Hier werden die Auswirkungen auf die Gesundheit heutiger und zukünftiger Generationen betrachtet. Dies wird mit der Hilfe von DALYs (Disability Adjusted Life Years) ausgedrückt. Wobei verschiedenste Krankheitsbilder betrachtet werden die z. B. durch Strahlung oder Luftverschmutzung verursacht werden.

### Schadenskategorie Ökosystemqualität
Als Indikator für die Ökosystemqualität wird die Artenvielfalt herangezogen. Hierbei wird der Prozentsatz an Arten die vom Aussterben bedroht sind oder bereits ausgestorben sind in einer bestimmten Region und Zeitraum ermittelt. Es wird unterschieden in Ökotoxizität, Versauerung, Eutrophierung und Flächenverbrauch.

### Schadenskategorie Ressourcenvorrat
Hier wird der Fokus auf Bodenschätze und Fossile Energie gelegt, da andere Ressourcen bereits durch die Schadenskategorie Ökosystemqualität abgedeckt werden.
Da angenommen wird, dass qualitativ hochwertige Ressourcen bei der Gewinnung bevorzugt werden, wird unterstellt, dass ihre Qualität im Lauf der Zeit abnimmt und der energetische Aufwand für den Abbau zunimmt.

## Normierung
Da die drei Schadenskategorien in unterschiedlichen Einheiten gemessen werden, müssen diese in dimensionslose Gewichtungsfaktoren umgerechnet werden. Diese Gewichtungsfaktoren wurden an die für Europa herrschenden ökologischen Rahmenbedingungen angepasst.